# Nilay Deniz
Nilay Deniz (* 3. Mai 1993 in Aydın) ist eine türkische Schauspielerin.

## Leben und Karriere
Deniz wurde am 3. Mai 1993 in Aydın geboren. Ihr Debüt gab sie 2010 in der Fernsehserie Behzat Ç.. Danach spielte sie in den Serien Ah Neriman, Güneşi Beklerken, 20 Dakika, Mor Menekşeler und Hayata Beş Kala mit. 2015 bekam Deniz die 42. Altın Kelebek als Shining Star Award (2015).
Ihren Durchbruch hatte sie in der Serie Aşk Yeniden. 2017 trat sie in Ateşböceği auf. Von 2017 bis 2020 war sie mit Erçin Karabulut verheiratet. Außerdem bekam Deniz eine Rolle in Kalk Gidelim. 2020 spielte sie in Çatı Katı Aşk. Danach wurde sie 2021 für die Serie Kahraman Babam gecastet.

## Filmografie
Serien
- 2010: Behzat Ç. Bir Ankara Polisiyesi
- 2011: Mor Menekşeler
- 2011: Hayata Beş Kala
- 2013: Güneşi Beklerken
- 2014: Ah Neriman
- 2015–2016: Aşk Yeniden
- 2017: Dayan Yüreğim
- 2017: Ateşböceği
- 2019: Kalk Gidelim
- 2020: Çatı Katı Aşk
- 2021: Kahraman Babam